# Кордофони инструменти
Музички инструменти су средства помоћу којих музичари стварају музику у живом извођењу. Најтачнија и најпрецизнија подела музичких инструмената, зависно од грађе и начина добијања тона и звука, је следећa:
1. Мембранофони или опнозвучни инструменти
2. Идиофони инструменти
3. Кордофони, хордофони или жичани инструменти 
4. Аерофони инструменти
5. Електрофони, етерофони или електронски (електроакустички) инструменти

## Кордофони инструменти
Кордофони, хордофони или жичани инструменти  (итал. strumenti corda, енгл. chordophonic; фр. cordophones) - су музички инструменти на којима су извор звучног треперења жице (лат. chorda = жица). Ови музички инструменти су многобројни. На њима се тон ствара на 3 начина:
1. Трзањем, окидањем – прстима или трзалицом жице се доводе у стање вибрације (разне тамбуре, балалајка, лаута, мандолина, бузуки, гитара, харфа, цитра), или преко клавијатурног механизма (вирџинел, чембало итд.).
2. Ударима – чекића превучених филцем по жицама (клавир) или батићима (цимбало).
3. Гудалом – превлачењем гудала преко затегнутих жица, називамо их гудачки инструменти (виела, ребаб, виолина, виола, виола д’аморе, виолончело, виола да гамба, контрабас, лијерица, гусле).
Прикажимо само неке кордофоне инструменте: 
- Виолина Playⓘ
- Виола 
Playⓘ
- Виолончело Playⓘ
- Контрабас
- Клавир Playⓘ
- Цитра 
Playⓘ
- Харфа 
Playⓘ
- Цимбало